# Antiblemma recocta
Antiblemma recocta är en fjärilsart som beskrevs av Paul Dognin 1912. Antiblemma recocta ingår i släktet Antiblemma och familjen nattflyn. Inga underarter finns listade i Catalogue of Life.